# Gigantes y cabezudos
Gigantes y cabezudos és una sarsuela en un acte, dividit en 3 quadres, amb llibret de Miguel Echegaray i música de Manuel Fernández Caballero, estrenada al Teatro de la Zarzuela de Madrid, el 29 de novembre de 1898.